# Max-Delbrück-Medaille
Die Max-Delbrück-Medaille war eine zwischen 1992 und 2013 vom Max-Delbrück-Centrum für Molekulare Medizin (MDC) vergebene wissenschaftliche Auszeichnung, die nach dem Biophysiker Max Delbrück benannt war. Sie wurde im Rahmen der Berlin Lectures on Molecular Medicine verliehen, die das MDC zusammen mit anderen Berliner Forschungseinrichtungen und der Schering Forschungsgesellschaft jährlich veranstaltete.

## Preisträger
- 1992: Günter Blobel, Rockefeller-Universität von New York, USA (Medizinnobelpreis 1999)
- 1994: Sydney Brenner, Universität Cambridge, Großbritannien (Medizinnobelpreis 2002)
- 1995: Jean-Pierre Changeux, Pasteur-Institut, Paris, Frankreich
- 1996: Robert Allan Weinberg, Whitehead Institute, Cambridge, USA
- 1997: Charles Weissmann, Universität Zürich, Schweiz
- 1998: Svante Pääbo, Max-Planck-Institut für evolutionäre Anthropologie, Leipzig, Deutschland (Medizinnobelpreis 2022)
- 1999: Paul Berg, Stanford-Universität, USA (Chemienobelpreis 1980)
- 2000: Joan A. Steitz, Yale-Universität, New Haven, USA
- 2001: Eric Lander, Whitehead Institute, Cambridge, USA
- 2002: Roger Tsien, Howard Hughes Medical Institute (HHMI) und University of California, San Diego, La Jolla, USA (Chemienobelpreis 2008)
- 2003: Ronald D. G. McKay, National Institute of Neurological Disorders and Stroke (NINDS), Bethesda, USA
- 2004: Victor J. Dzau, Duke-Universität, Durham (USA)
- 2005: Tom Rapoport, Harvard Medical School, Boston/USA
- 2006: Rudolf Jaenisch, Whitehead Institute und Massachusetts Institute of Technology (MIT), Cambridge/USA
- 2007: Thomas Tuschl, Rockefeller-Universität in New York, USA
- 2008: William E. Paul, National Institute of Allergy and Infectious Diseases (NIAID) an den National Institutes of Health (NIH), Bethesda, Maryland, USA
- 2009: Klaus Rajewsky, Harvard Medical School, Boston, USA
- 2010: Susan Lindquist, Whitehead Institute for Biomedical Research, Cambridge, Massachusetts, USA[1]
- 2011: Hans Robert Schöler, Max-Planck-Institut für molekulare Biomedizin, Münster[2]
- 2013: Irving L. Weissman, Stanford University School of Medicine[3]